# Teratodes monticollis
Teratodes monticollis (лат.) — насекомое из семейства настоящих саранчовых отряда прямокрылых.

## Описание
Взрослые насекомые и личинки травянисто-зеленого цвета с молочно-белыми глазами и бордовыми усиками. Переднеспинка увеличенная, её передний край в виде капюшона покрывает верхнюю часть головы, а удлиненный задний — доходит почти до средины длины надкрыльев. Сверху на переднеспинке расположен высокий закругленный и плоский с боков гребень, окаймлённый яркой оранжевато-желтой узкой краевой полосой, который придаёт насекомому сходство с листом растения.

## Ареал
Обитают в тропиках Южной Азии, в частности в Индии и на острове Шри-Ланка.

## Питание
Растительноядны, питаются листьями деревьев и могут наносить серьезный вред санталам и тиковым деревьям.
- Личинка